# Support Your Local Gunfighter
Support Your Local Gunfighter é um filme estadunidense de 1971 dos gêneros comédia e western, dirigido por Burt Kennedy. Com roteiro de James Edward Grant e protagonizado por James Garner, o filme repete a fórmula de paródia do antecessor Support Your Local Sheriff!, dos mesmos diretor e parte do elenco principal. Mas não é uma sequência. 

## Sinopse
O trapaceiro, perdulário, explorador de mulheres e jogador compulsivo de roleta Latigo Smith, chega à cidade de Purgatory, fugindo de uma rica prostituta a quem havia prometido casamento, mas de quem só queria o dinheiro. Logo que chega na cidade ele conhece o vaqueiro falido Jug May, que está a vender, para comer, seus últimos bens: um par de esporas. Latigo simpatiza com ele e lhe dá 100 dólares. Logo a seguir, Latigo vai até uma roleta e joga todo o seu dinheiro (4.600 dólares) em uma única jogada no número 23. E perde tudo!
Sem dinheiro, Latigo começa a colocar em andamento seu extenso rol de trapaças para recuperar-se financeiramente. Percebe a chance de ganhar um bom montante, quando o minerador Taylor Barton lhe oferece 5.000,00 dólares para espantar alguns pistoleiros de uma escavação na cidade. Barton havia confundido Latigo com o pistoleiro "Swiftie" Morgan, de quem ouvira falar que seria contratado pelo seu rival na mineração, o Coronel Ames. Latigo diz que não é "Swiftie", mas que seu amigo Jug May o é. 
Mesmo com Jug sendo vesgo e desajeitado com os revólveres, o plano de início vai bem, pois os pistoleiros rivais fogem só de ouvir mencionar o nome de "Swiftie". Mas logo o Coronel Ames descobre a farsa e manda chamar o verdadeiro pistoleiro, que chega na cidade disposto a matar o impostor.

## Elenco principal
| James Garner - Latigo Smith                      |
| Suzanne Pleshette - Patience Barton              |
| Harry Morgan - Taylor Barton                     |
| Jack Elam - Jug May                              |
| John Dehner - Coronel Ames                       |
| Marie Windsor - Goldie                           |
| Dub Taylor - "Doc" Shultz                        |
| Joan Blondell - Jenny                            |
| Kathleen Freeman - Senhora Perkins               |
| Chuck Connors - "Swiftie" Morgan (não creditado) |